# Glenea pulchella
Glenea pulchella é uma espécie de escaravelho da família Cerambycidae. Foi descrita por Francis Polkinghorne Pascoe em 1858.  É conhecida a sua existência em Java, Malásia, Sumatra, Borneo, Moluccas, e as Filipinas.

## Varietas
- Glenea pulchella var. postmediopunctata Breuning, 1956
- Glenea pulchella var. preapiceconjuncta Breuning, 1956
- Glenea pulchella var. transversevittata Breuning, 1956